# 사피아 파르카시

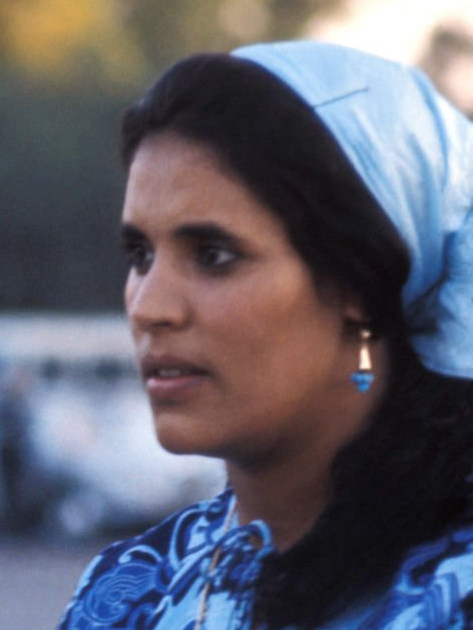

사피아 파르카시(Safia Farkash), 엘브라시 (el-Brasai) (1952년 5월 2일~)는 리비아의 전 국가 원수 무아마르 카다피의 부인이다. 카다피와의 사이에서 일곱 명의 자식을 낳았다. (사이프 알이슬람 카다피, 알사디 카다피, 아이샤 카다피, 무타심 카다피, 사이프 알아랍 카다피, 카미스 카다피, 아이샤 카다피) 리비아 내전 중인 2011년 8월, 아들 한니발 카다피, 딸 아이샤 카다피와 함께 알제리로 망명하였다.